# モデナ・291
モデナ・291 (Modena 291) は、モデナ・チーム SpAが1991年のF1世界選手権に投入したフォーミュラ1カー。デザイナーはマウロ・フォルギエリ。ドライバーはニコラ・ラリーニとエリック・ヴァン・デ・ポール。
モデナ・291の他に、ランボ・291 (Lambo 291)、ランボルギーニ・291 (Lamborghini 291)、モデナ・ランボ・291 (Modena Lambo 291) とも呼ばれる。

## 開発
ランボルギーニは1989年からF1世界選手権にエンジンサプライヤーとしてエンジン供給を開始していた。その一つはラルースで、翌年にはラルースに加えて名門チーム・ロータスにも供給を拡大した。1991年になるとランボルギーニはF1用エンジンに加えてF1用シャシーもグラスチームに供給しF1へ参戦することを決定した。グラスはメキシコ人実業家のフェルナンド・ゴンザレス・ルナがメキシコ初のF1チームを目指し創設したチームであったが、ルナは投資を撤回し1990年7月に失踪、チームは倒産の危機に瀕した。ランボルギーニはチームの本拠をイタリアのモデナに移動させ、参戦のための支援を行った。モデナはランボルギーニのファクトリーチームと考えられているが、ランボルギーニはプロジェクトに障害が発生した場合、ブランドにマイナスのイメージを与えることを考え、「ランボルギーニ」と呼ばれることを望んでいなかった。実際にモデナはランボルギーニから初期の支援を受けた後、完全に独立したチームとなり、ランボルギーニから更なる支援や資金援助は受けなかった。
フォルギエリは291を1990年末まで開発した。初走行は1990年7月2日、マウロ・バルディのドライブによってイモラ・サーキットで行われ、翌週にはマルコ・アピチェラもポール・リカール・サーキットでのマシンテストに加わった。291は三角形のサイドポッドにラジエーターを斜めに搭載し、独特のダークブルーのカラーリングで登場した。
特徴的なサイドポッドであったが、フォルギエリに代わってチームに加入したナイジェル・コパースウェイトはサイドポッドの形状は性能に寄与しないとみて、291の1台を一般的な箱形のサイドポッドに改修した。しかしながら性能の向上は見られず、この型はレースに投入されることは無かった。

## レース戦績
291はデビュー戦となったアメリカグランプリで最高の結果を記録した。ラリーニは17位で予選を通過し、決勝では優勝したアイルトン・セナのマクラーレン・MP4/6から5周遅れの7位でフィニッシュした。第3戦のサンマリノではヴァン・デ・ポールがファイナルラップまで5位を走行し、燃料圧の問題で9位でフィニッシュとなった。
序盤戦での活躍からシーズン後半は予備予選を免除されたが、決勝進出はラリーニが5回、ヴァン・デ・ポールが1回と、成績は振るわなかった。

## F1における全成績
(key) （太字はポールポジション）
| 年     | チーム             | エンジン                 | タイヤ | ドライバー                   | 1    | 2    | 3    | 4    | 5    | 6    | 7    | 8    | 9   | 10  | 11  | 12  | 13  | 14  | 15  | 16  | ポイント | 順位 |
| ------ | ------------------ | ------------------------ | ------ | ---------------------------- | ---- | ---- | ---- | ---- | ---- | ---- | ---- | ---- | --- | --- | --- | --- | --- | --- | --- | --- | -------- | ---- |
| 1991年 | モデナ・チーム SpA | ランボルギーニ L3512 V12 | G      |                              | USA  | BRA  | SMR  | MON  | CAN  | MEX  | FRA  | GBR  | GER | HUN | BEL | ITA | POR | ESP | JPN | AUS | 0        | NC   |
| 1991年 | モデナ・チーム SpA | ランボルギーニ L3512 V12 | G      | ニコラ・ラリーニ             | 7    | DNPQ | DNPQ | DNPQ | DNPQ | DNPQ | DNPQ | DNPQ | Ret | 16  | DNQ | 16  | DNQ | DNQ | DNQ | Ret | 0        | NC   |
| 1991年 | モデナ・チーム SpA | ランボルギーニ L3512 V12 | G      | エリック・ヴァン・デ・ポール | DNPQ | DNPQ | 9    | DNPQ | DNPQ | DNPQ | DNPQ | DNPQ | DNQ | DNQ | DNQ | DNQ | DNQ | DNQ | DNQ | DNQ | 0        | NC   |

## 参照
1. ↑  “STATS F1 - Lamborghini 291”.   Statsf1.com. 2014年4月11日閲覧。
2. ↑  どうなる? グラスのF1計画 - 山海堂GPX 1990年イギリスGP号 30頁中段
3. ↑  『F1 TV HANDBOOK´91』フジテレビ出版 1991年7月4日発行 p.110。「事実上のランボルギーニ（クライスラー）・ワークスだ。」と紹介している。
4. ↑  Mini News グラスF1が初走行 - 山海堂GPX 1990年フランスGP号 31頁下段
5. 1 2 3  “F1technical - Lambo 192”.   www.f1technical.net. 2014年4月11日閲覧。
6. ↑  『F1 TV HANDBOOK´91』フジテレビ出版 1991年7月4日発行 p.112。もっとも「設計思想は非常に古いもので、空力的にも決して良いとは言えない」と酷評している。